# Oatlands, New South Wales
Oatlands este o suburbie în Sydney, Australia.